# Episodi di The OA (prima stagione)
La prima stagione della serie televisivaThe OA, è stata resa interamente disponibile dal servizio di streaming Netflix, il 16 dicembre 2016.
| n° | Titolo originale | Titolo italiano           | Pubblicazione    |
| -- | ---------------- | ------------------------- | ---------------- |
| 1  | Homecoming       | Il ritorno                | 16 dicembre 2016 |
| 2  | New Colossus     | Il nuovo colosso          | 16 dicembre 2016 |
| 3  | Champion         | Il campione               | 16 dicembre 2016 |
| 4  | Away             | Via                       | 16 dicembre 2016 |
| 5  | Paradise         | Il paradiso               | 16 dicembre 2016 |
| 6  | Forking Paths    | Sentieri che si biforcano | 16 dicembre 2016 |
| 7  | Empire of Light  | L'impero della luce       | 16 dicembre 2016 |
| 8  | Invisible Self   | L'io invisibile           | 16 dicembre 2016 |

## Il ritorno
- Titolo originale: Homecoming
- Diretto da: Zal Batmanglij
- Scritto da: Brit Marling e Zal Batmanglij

### Trama
Dopo essere scomparsa di casa sette anni prima, Prairie Johnson viene vista mentre tenta il suicidio gettandosi da un ponte. I suoi genitori adottivi la raggiungono in ospedale e scoprono che Prairie, la quale insiste nel dire che il suo nome è "l'OA", ha riacquistato la vista. Tuttavia, non rivela come sia stato possibile né dove sia stata negli ultimi sette anni, pur facendo vaghe allusioni sul fatto di essere stata tenuta in ostaggio insieme ad altre persone. Steve, un bullo della cittadina dove Prairie vive, cerca l'aiuto dell'OA per evitare di essere mandato nel campo di addestramento di Asheville e in cambio promette di presentarsi con altre quattro persone a un incontro con Prairie. Quella notte, l'OA incontra Steve in una casa isolata insieme a tre ragazzi della sua scuola (French, Buck e Jesse) e alla loro professoressa Betty Broderick-Allen. Prairie racconta loro la sua storia fin dalle origini: è nata in Russia come Nina Azarova, figlia di un potente oligarca. Un giorno, la mafia fa precipitare l'autobus dei figli degli oligarchi in un fiume, uccidendo tutti i giovani rampolli. Anche Nina muore e vive un'esperienza pre-morte (NDE) in cui una donna di nome Khatun le offre la scelta di tornare in vita o di rimanere in un altro mondo. Nina sceglie di tornare e Khatun le toglie la vista per impedirle di vedere le cose orribili che le sarebbero accadute. La narrazione prosegue con Prairie che descrive gli eventi che hanno portato alla sua scomparsa e al suo ritorno, mentre i ragazzi iniziano a mettere in discussione la veridicità della sua storia. Con il passare del tempo, si rendono conto che ci sono forze oscure in gioco e che il passato di Prairie potrebbe avere conseguenze per tutti loro.

## Il nuovo colosso
- Titolo originale: New Colossus
- Diretto da: Zal Batmanglij
- Scritto da: Melanie Marnich

### Trama
Proseguendo nel racconto della sua storia, Prairie Johnson ricorda che suo padre tenne nascosta la sua morte e, per proteggerla, la mandò negli Stati Uniti in un collegio per bambini ciechi. Tuttavia, alla morte del padre, non potendo più pagare la costosa retta, Prairie fu mandata a vivere con sua zia, titolare di un bordello che faceva adottare i bambini nati dalle prostitute russe. Fu così che venne adottata da Nancy e Abel, prendendo il nome di Prairie. Negli anni successivi, Prairie iniziò ad avere sogni e premonizioni, a causa dei quali i suoi genitori adottivi la portarono da un medico, il quale le prescrisse farmaci neurolettici. Nonostante ciò, Prairie continuò a ricevere visioni in cui suo padre l'aspettava alla Statua della Libertà con 21 candele. Il giorno del suo 21º compleanno, decise di fuggire per cercarlo, ma lui non si presentò. Determinata a non arrendersi, iniziò a suonare il violino nella metropolitana, sperando che suo padre potesse riconoscerla scendendo da un treno.Invece di incontrare il padre, conobbe un altro uomo che le cambiò la vita. All'alba del giorno seguente, Prairie termina la sua narrazione e i cinque ragazzi tornano a casa, iniziando a indagare se le sue parole siano veritiere. French considera di non partecipare più agli incontri dopo aver ricevuto una borsa di studio e desidera concentrarsi su quello, ma Buck lo convince a rimanere.La sera successiva, Prairie rivela loro che l'uomo era uno scienziato di nome Hap, il quale stava studiando persone che avevano avuto esperienze pre-morte, proprio come lei. Prairie accetta di farsi studiare da Hap e vola sul suo aereo privato verso casa sua, dove viene intrappolata in una gabbia di vetro in cantina insieme ad altri soggetti del test, anch'essi ingannati nel corso degli anni.

## Il campione
- Titolo originale: Champion
- Diretto da: Zal Batmanglij
- Scritto da: Brit Marling e Dominic Orlando

### Trama
Prairie conosce Homer, Scott e Rachel, gli altri tre prigionieri. Homer era un atleta, catturato un anno prima di Prairie. Alla fine, Hap inizia a far uscire Prairie dalla sua gabbia per aiutarla in casa, mostrando un atteggiamento dolce nei suoi confronti e fidandosi del fatto che non possa scappare a causa della sua cecità. Regolarmente, spruzza del gas nelle loro gabbie come parte dell'esperimento, ma i quattro non riescono a capire cosa sia, poiché il gas li fa svenire.
Dopo la narrazione di Prairie, i ragazzi e Betty affrontano le proprie situazioni personali, come la morte del fratello gemello di Betty, Theo. Betty difende Steve dall'essere mandato ad Asheville, convincendo i suoi genitori a sottoporlo invece a un'istruzione speciale. Nella storia di Prairie, Hap sta morendo a causa di un'allergia alimentare, ma convince Prairie a salvarlo, poiché senza il codice d'accesso delle gabbie gli altri moriranno di fame. Mentre porta un EpiPen a Hap, scopre il cadavere di un'altra ragazza che aveva rapito in precedenza, "August".
Successivamente, Prairie spinge Hap giù dalle scale e fugge dalla casa. Raggiunge un dirupo, ma Hap la colpisce in testa facendole perdere i sensi.

## Via
- Titolo originale: Away
- Diretto da: Zal Batmanglij
- Scritto da: Ruby Rae Spiegel

### Trama
Prairie incontra Khatun durante la sua esperienza pre-morte. Le viene offerta la possibilità di ricongiungersi con suo padre, ma lei decide di tornare per aiutare gli altri. Khatun, che mostra di avere un'ala di uccello, offre a Prairie di ingoiare un uccello che le mostrerà un modo di viaggiare sconosciuto agli esseri umani. Khatun le dice che cinque di loro devono lavorare insieme per sconfiggere un grande male e che Prairie è "l'originale". Dopo il suo ritorno, Hap riporta Prairie nella gabbia e la ragazza comunica agli altri prigionieri che ora può vedere, rivelando che sono tutti angeli e che la loro via d'uscita è rappresentata dall'esperimento di Hap. Nel presente, Betty apprende che Theo le ha lasciato 50.000 dollari nel suo testamento. Prairie incontra un consigliere dell'FBI, Elias, che le suggerisce di concentrarsi sulla propria guarigione.Tornando alla sua storia, Prairie e Rachel decidono di inalare il gas (scopolamina) destinato a Homer per permettergli di rimanere lucido durante gli esperimenti. I tentativi durano un anno e Homer scopre che chi ha avuto un'esperienza pre-morte può averne altre in successione senza subire conseguenze. Si scopre che Hap annega i ragazzi per registrare il campo sonoro delle loro esperienze pre-morte. Dopo quattro anni di tentativi, Homer riesce finalmente a ingoiare una stella marina durante uno degli esperimenti. Con questa esperienza, Prairie diventa la prima OA (Original Angel), e ora anche Homer e Rachel ottengono lo stesso status.La narrazione si sviluppa ulteriormente mentre i prigionieri cercano modi per collaborare e sfuggire al controllo di Hap, consapevoli che il loro legame e le esperienze condivise potrebbero essere la chiave per liberarsi dalla loro prigionia.

## Il paradiso
- Titolo originale: Paradise
- Diretto da: Zal Batmanglij
- Scritto da: Brit Marling e Zal Batmanglij

### Trama
Hap si rende conto che Prairie e Homer sono ormai molto legati, così decide di portare Homer con il suo aereo a Cuba, dove ha scovato una donna che ha avuto un'esperienza di pre-morte, ma che si rifiuta di aiutarlo per i suoi esperimenti. Hap costringe Homer a sedurla e poi la rapisce, portandola nelle gabbie insieme agli altri prigionieri. Gli esperimenti riprendono, ma Scott, profondamente provato dagli anni di prigionia, supplica Hap in cambio di informazioni. Gli rivela che Prairie ha riacquistato la vista e sta cercando un modo per fuggire. Furioso, Hap decide comunque di testare Scott, che muore e viene riportato sanguinante nella gabbia.Prairie e Homer, nel frattempo, eseguono una danza con i loro movimenti per tutta la notte. Il mattino seguente, sorprendentemente, Scott torna in vita e ora conosce il terzo movimento. Questo evento segna un punto di svolta nella loro lotta per la libertà, mentre i prigionieri iniziano a realizzare il potere delle loro esperienze condivise e la possibilità di sfuggire al controllo di Hap.Con il nuovo movimento appreso da Scott, i prigionieri si uniscono per pianificare una fuga audace, consapevoli che la loro connessione e le esperienze pre-morte vissute insieme potrebbero essere la chiave per liberarsi dalla prigionia e affrontare il grande male rappresentato da Hap.

## Sentieri che si biforcano
- Titolo originale: Forking Paths
- Diretto da: Zal Batmanglij
- Scritto da: Melanie Marnich

### Trama
I cinque reclusi ora hanno chiara la loro missione: trovare i cinque movimenti che, se eseguiti in sincronia, possono permettere loro di fuggire in un'altra dimensione. Il quarto movimento viene scoperto da Renata, l'ultima arrivata, e per non dimenticarli a causa degli effetti del gas, Prairie si scrive sul corpo il primo e il terzo movimento, mentre Homer annota il secondo e il quarto. Tuttavia, il quinto movimento rimane un mistero. Inoltre, Hap, osservandoli dalle telecamere, è già a conoscenza dei quattro movimenti.Un giorno, Hap visita un suo ex insegnante e collega, scoprendo che ci sono altri medici con laboratori e cavie in altre località. Durante la conversazione, ammette che i suoi ragazzi sono stati in altri posti durante le loro esperienze pre-morte. Il suo collega, puntandogli una pistola, esige di sapere i risultati dei suoi test. Hap riesce a prevalere e uccide il collega, ma sconvolto torna al laboratorio e fa uscire Prairie.Hap confida a Prairie che lei è la più dotata e che potrebbero fuggire insieme per aprire una clinica e guadagnare molti soldi curando persone ricche con i due primi movimenti. Tuttavia, Prairie rifiuta la proposta. Successivamente, Hap le chiede di ascoltare una serie di suoni e di dirgli se ne ha mai sentito uno durante le sue esperienze di morte. Prairie riconosce uno di essi: è il suono emesso da Saturno, registrato dalla NASA. È lì che Prairie si trovava durante la sua esperienza pre-morte.Mentre Hap ascolta il suono nelle cuffie, lo sceriffo entra nel laboratorio dopo aver trovato la porta aperta. Vede i prigionieri nelle gabbie e punta una pistola alla tempia di Hap. La situazione si fa tesa mentre i prigionieri si rendono conto che la loro libertà potrebbe dipendere dall'esito di questo incontro drammatico.

## L'impero della luce
- Titolo originale: Empire of Light
- Diretto da: Zal Batmanglij
- Scritto da: Brit Marling e Zal Batmanglij

### Trama
Nel presente, Prairie decide di parlare con lo psicologo dell'FBI riguardo alla sua storia, ai suoi sogni e alle sue premonizioni. Successivamente, si ritrova nella casa abbandonata con Steve, Alfonso e gli altri, dove insegna loro i cinque movimenti. Una sera, mentre Steve torna a casa, trova due energumeni inviati dal padre per portarlo in un riformatorio dopo l'ennesimo episodio di bullismo. Elizabeth, che passa di lì in quel momento, segue il furgone e lo ferma: pur di liberare il ragazzo, offre un assegno da 50.000 dollari, che rappresenta l'eredità del fratello defunto che non aveva mai avuto il coraggio di incassare.Riuniti tutti nella casa abbandonata, Prairie annuncia che quella notte terminerà di raccontare la sua storia. La tensione cresce mentre i ragazzi si preparano ad affrontare le rivelazioni che cambieranno le loro vite.Con questa nuova consapevolezza e determinazione, il gruppo si prepara a esplorare non solo il passato di Prairie ma anche le implicazioni dei movimenti che hanno appreso. La loro connessione si fa più forte e unita nella ricerca della verità e della libertà.

## L'io invisibile
- Titolo originale: Invisible Self
- Diretto da: Zal Batmanglij
- Scritto da: Brit Marling e Zal Batmanglij

### Trama
Lo sceriffo desidera arrestare immediatamente Hap, ma quest'ultimo lo convince che due dei prigionieri hanno il potere di guarire sua moglie, affetta da SLA e impossibilitata a muoversi e parlare. Scendendo nel sotterraneo, portano via Homer e Prairie e li chiudono in una stanza con la donna malata. Eseguendo la sequenza dei quattro movimenti, la donna si riprende. Racconta loro che da piccola era annegata e, durante la sua esperienza di pre-morte, aveva ingoiato una falena; il suo spirito guida le aveva detto che, molto tempo dopo, avrebbe dovuto insegnare il suo movimento, il quinto, a due angeli per permettere loro di fuggire.Ora che hanno finalmente il quinto movimento, Hap e lo sceriffo irrompono nella stanza. Hap uccide i due coniugi, separa Homer da Prairie e la porta via. Le dice che ora anche lui conosce i cinque movimenti e che lei non è più indispensabile. La scarica lungo la strada e se ne va. Prairie, disperata, cerca di rivivere una sensazione di pre-morte gettandosi dal ponte, proprio come nel primo episodio.A questo punto del racconto, entrano nella stanza i genitori dei ragazzi; il padre e la madre di Prairie la portano via. Si trasferiscono in un albergo dove lei finalmente racconta loro della sua prigionia. Nei giorni seguenti, Steve e Alfonso cercano indizi sui cinque prigionieri su Internet e trovano solo un video di Prairie che suona il violino nella metropolitana. Convinti di essere vicini alla verità, Alfonso si intrufola nella casa di Prairie, messa in vendita, e trova dei libri in una scatola: sono dedicati agli oligarchi russi, agli angeli, all'esperienza di pre-morte e all'Iliade di Omero. Sconvolto per essere stato ingannato, sta per uscire quando scopre lo psicologo dell'FBI in casa.Discutono della storia di Prairie, ma sembra che lei non abbia raccontato loro di Homer e dell'altra dimensione. Nei giorni seguenti, Elizabeth decide di lasciare la scuola e vuole trasferirsi; tuttavia, mentre sta per andarsene, un ragazzo armato arriva a scuola. Nello stesso momento, Prairie ha un sogno simile a quelli che faceva da piccola e corre verso la scuola.In mensa, tutti si rifugiano a terra per proteggersi dagli spari quando Elizabeth, Steve, Alfonso, Buck e Jesse si alzano ed eseguono i cinque movimenti. Verso la fine della sequenza, prima di eseguire il quinto movimento, un inserviente approfitta della distrazione del ragazzo armato. Mentre questi spara alcuni colpi—uno dei quali colpisce Prairie al petto—lei arriva a scuola intenta anch'essa a eseguire i cinque movimenti.Mentre viene portata via in ambulanza, Prairie dice ai cinque che ce l'hanno fatta e che sono stati bravi. Steve insegue l'ambulanza urlando di portarli con lei. Ha capito che grazie a loro Prairie è pronta a passare oltre per raggiungere l'altra dimensione dove dovrebbe ritrovare Homer. Nell'ultima scena vediamo Prairie aprire gli occhi in una stanza piena di luce e sussurrare "Homer".